# Страх: Трамп у Білому домі
«Страх: Трамп у Білому домі» — науково-популярна книжка американського журналіста Боба Вудворда про президентство Дональда Трампа, опублікована 11 вересня 2018 року. Вудворд побудував книжку на основі сотень годин інтерв'ю з членами адміністрації Трампа. Видавець книжки Simon & Schuster оголосив, що за перший тиждень після виходу було продано 1,1 млн примірників (у всіх форматах), що зробило її найшвидше продаваним першим тиражем в історії компанії.

## Передісторія
Боб Вудворд найбільш знаний завдяки своїй ролі у викритті Вотергейтського скандалу, що призвів до відставки Річарда Ніксона з поста президента. Раян Борт з журналу Rolling Stone схарактеризував його як «одного із найбільш шанованих і авторитетних журналістів в американській історії». Зі слів журналіста The Daily Telegraph Ніка Аллена, репортажі Вудворда та Карла Бернштейна про той скандал принесли газеті Washington Post Пулітцерівську премію і зробили авторів «найвідомішими журналістами-розслідувачами у США». Зі слів Аллена, у своїх книжках про американських президентів Білла Клінтона, Джорджа Буша-молодшого і Барака Обама Вудворд за допомогою «невтомних і методичних репортажів» «так докладно описав внутрішню роботу різних адміністрацій Білого дому, що жоден інший письменник не може з ним змагатися». Нік Браянт з BBC News характеризує Вудворда як «головного хронікера Вашингтона», «одного з найбільш довірених журналістів Америки» та «того, хто аж ніяк не ганяється за сенсаціями».
2013 року, під час суперечки між Вудвордом і адміністрацією Обами щодо скорочення бюджету, Дональд Трамп прокоментував: «Лише обамівському [Білому дому] може зійти з рук атака на Боба Вудворда».
30 липня 2018 року CNN повідомила, що, за інформацією анонімних джерел, 11 вересня 2018 року вийде книжка Вудворда на хорошій джерельній базі про адміністрацію Трампа. Зі слів Вудворда, назва книжки ґрунтується на словах, які Трамп сказав йому в не пов'язаному з цим інтерв'ю 2016 року: «Справжня влада — це, я навіть не хочу вживати таке слово, страх».
Згідно зі статтею в The New York Times від 4 вересня 2018 року, книжка ґрунтується на «сотнях годин інтерв'ю з першоджерелами, нотатках тогочасних зустрічей, файлах, документах і особистих щоденниках». Вудворд записував на аудіо свої інтерв'ю. Науковою асистенткою Вудворда була Евелін Даффі, яка ще й транскрибувала записи.
Редакторкою книжки була Еліс Мейг'ю. Їхня співпраця розпочалася 1974 року з книжки «Вся президентська рать», а «Страх» стала їхньою 19-ю спільною книжкою. Мейг'ю знають як популяризаторку жанру книжок «Вашингтонська оповідь», і Вудворд у подяці визнає за Мейг'ю її «блискучий внесок у концепцію, темп, структуру та тон книжки».

## Зміст
У книжці докладно описано досвід декількох помічників Трампа. Згідно з книжкою, помічники забирали папери з його столу, щоб він їх не підписав. Голова адміністрації Білого дому Джон Келлі назвав Трампа «ідіотом» і «нарваним», міністр оборони Джеймс Меттіс сказав, що Трамп має розум «п'яти- чи шестикласника», а Джон М. Дауд, колишній особистий адвокат Трампа назвав його «довбаним брехуном», сказавши Трампу, що той одягне «смугасту робу», якщо погодиться давати свідчення спецпрокурору Роберту Мюллеру під час його розслідування.
Згідно з книжкою, Трамп назвав свого генерального прокурора Джеффа Сешнса «розумово відсталим» і схарактеризував його як «тупого жителя півдня». Трамп заперечує, що будь-коли використовував «такі епітети щодо будь-кого», хоча записи 2004 року спростовують це твердження.
Головний редактор CNN Кріс Сіллізза схарактеризував книжку «Страх» як історію, що має багато спільного з репортажами провідних ЗМІ та іншими книжками 2018 року — «Вогонь і лють» журналіста Майкла Волффа та «Нестабільний» колишньої помічниці Трампа Омароси Маніґолт Ньюман – що адміністрація Трампа має «хаотичний, недієздатний, непідготовлений Білий дім» на чолі з Трампом, «людиною без найменшого поняття про свою роботу, ще й зовсім нездатною зрозуміти, що він без найменшого поняття».
Один вартий уваги випадок, за повідомленнями, стався після хімічної атаки на Хан-Шейхун у квітні 2017 року. Зі слів Вудворда, міністр оборони Джим Меттіс проігнорував наказ Трампа вбити сирійського президента Башара аль-Асада, причому Трамп нібито сказав: «Вбиймо його до біса! Зайдімо всередину. Вбиймо всіх їх до біса». 2018 року Трамп заявив, що ця ідея «навіть не розглядалася» і що книжка - це брехня, але 2020 року заперечив свої слова і сказав, що був «за» таку ідею, але Меттіс її відкинув.

## Прийняття

### Відповідь Білого дому
На початку серпня 2018 року Трамп зателефонував Вудворду щодо книжки, коли текст уже був завершений. Трамп сказав Вудворду: «Ви знаєте, що я дуже відкритий перед Вами. Гадаю, що ви завжди були справедливим», в той же час обидва вони висловили жаль, що їм не вдалося зробити інтерв'ю перед написанням книжки. Трамп спочатку твердив, що ніхто не інформував його про те, що Вудворд хоче взяти у нього інтерв'ю, пояснюючи це тим, що його помічники «боялися» сказати йому або ж були «зайняті»; однак далі в цій телефонній розмові Трамп визнав, що сенатор-республіканець Ліндсі Ґрем «побіжно згадав», що Вудворд хоче взяти інтерв'ю. Вудворд сказав Трампу, що книжка є «жорстким поглядом на світ, вашу адміністрацію та вас», але вона «ґрунтуватиметься на фактах» і буде «точною». Отож, Трамп вирішив, що книжка буде «негативною», «поганою» і «дуже неточною», тому що «точною вона є тільки тоді, коли в ній написано, що ніхто не виконував роботу краще, ніж я на посаді президента».
Після того, як на початку вересня кілька ЗМІ опублікували уривки з книжки, Трамп заявив, що «Страх» — «просто чергова погана книжка», і що Вудворд «мав багато проблем з довірою… Він хотів написати книжку певним чином… Я ніколи з ним не розмовляв». Трамп окремо назвав історії в книжці «вигаданими» і припустив, чи бува не є Вудворд «агентом» Демократичної партії з огляду на «підібраний час» виходу книжки.
Тим часом прес-секретарка Білого дому Сара Гакабі Сандерс оприлюднила заяву, в якій ідеться про те, що книжка містить «не що інше, як сфабриковані історії». На додачу, Келлі заперечив твердження з книжки про те, що він назвав Трампа ідіотом, а Меттіс назвав своє зображення в книжці «вигадкою» та заперечив, що міг би виявити зневагу чи неповагу до президента.

### Продажі книжки
За перший тиждень після публікації книжка розійшлася тиражем понад 1,1 млн примірників, що зробило її найшвидше продаваним першим тиражем в історії видавництва Simon & Schuster. Після виходу вона посіла перше місце в списку бестселерів The New York Times.

### Відгуки
Книжка отримала загалом схвальні відгуки. Вебсайт-агрегатор рецензій Book Marks повідомив, що 14 % критиків оцінили книжку як «захопливу», тоді як 50 % і 21 % критиків висловили, відповідно, «позитивні» або «змішані» враження. Ще 14 % критиків «розкритикували» книжку за вибіркою з 14 рецензій. Ллойд Ґрін з The Guardian схарактеризував «Страх» як «ще один тверезий must-read аналіз корупції та розкладання в Білому домі», повторення минулих репортажів Вудворда про президента Річарда Ніксона. Загалом Ґрін назвав «Страх» «моторошною» історією, що «багата на факти і без надміру драматизації».
Рон Елвінґ з NPR написав, що «Страх» - це наразі «найкращий погляд на Білий дім, що не має собі рівних», з розповіддю про Трампа «та його президентство такою руйнівною, що її залишається назвати звинуваченням». Однак Елвінґ очікував, що частина прихильників Трампа «вважатиме цей портрет Трампа таким неприйнятним, що вони відкинуть його як неправдивий, і вони можуть обернути своє розчарування не на Трампа, а на Вудворда». А ще Елвінґ доводить, що рішення Вудворда не називати свої джерела змушує читачів засумніватися у правдивості їхніх розповідей, враховуючи «вагомість того, що Вудворд твердить».

## Український переклад
В українському перекладі книжка вийшла 2020 року у видавництві Yakaboo Publishing. Перекладачки — Ольга Розумна, Зоріна Тіммерман.